# Casa al passeig del Remei, 17 (Caldes de Montbui)
La Casa al passeig del Remei, 17 és una casa eclèctica de Caldes de Montbui (Vallès Oriental) protegida com a bé cultural d'interès local.

## Descripció
És una casa unifamiliar entre mitgeres, amb jardí a la part posterior, de planta baixa i pis. Es pot considerar com una casa d'estiueig. L'edifici té una estructura de murs de càrrega, amb forjats unidireccionals de biguetes, possiblement de fusta. Té una coberta plana i transitable. Presenta un clar ordre de façana en la disposició i tipus de forats. La composició d'aquesta es realitza segons tres eixos verticals que ordenen els forats, amb un clar eix de simetria, que marca en una posició central l'accés i la balconera principal. Hi ha una disminució dels forats segons l'alçada, i aquests presenten unes proporcions rectangulars clarament verticals. El remat superior es produeix mitjançant una cornisa i una barana de pedra a manera de balustrada. L'acabat de la façana és arrebossat i presenta a l'entorn dels forats un realçat sobre el pla de la façana del mateix material.

## Història
La casa, per l'estil i els sistemes emprats en la construcció, així com la data d'urbanització del passeig del Remei, es construeix a finals del segle xix o principis del XX. El passeig del Remei es realitzà als voltants del 1860 i es pavimentà entre els anys 1918 i 1919. El passeig porta a l'ermita de la qual pren el nom. Les edificacions del passeig es realitzaren principalment a finals del segle XIXi principis del XX, encara que posteriorment s'han dut a terme força modificacions, sobretot en l'interior de les cases, però no han fet desmerèixer gaire la imatge del conjunt urbà.
L'arquitectura és força homogènia, sobretot en la tipologia de habitatges unifamiliars d'estiueig entre mitgeres. Les alçades són principalment de dues o tres plantes. És un dels espais urbans més peculiars i representatius de la vila de Caldes, amb unes característiques històriques molt pròpies.